# 니알라 (말리)
니알라(Niala)는 말리 세구주에 있는 마을이다. 1998년 인구는 7,667명이었다.